# Guillem II d'Orange-Nassau
Guillem II d'Orange-Nassau (La Haia, 27 de maig de 1626 – La Haia, 6 de novembre de 1650) va ser Príncep d'Orange i Stadtholder de les Províncies Unides entre el 1647 i el 1650.

## Biografia
Fill de Frederic Enric d'Orange-Nassau i d'Amàlia de Solms-Braunfels. El 1641 va contreure matrimoni amb Maria Enriqueta Stuard, filla del rei Carles I d'Anglaterra, unió de la que va néixer, de manera pòstuma, el futur Guillem III d'Anglaterra.
A la mort del seu pare en 1647 es va convertir en Stadtholder de les Províncies Unides
i el 1648 es va oposar a la signatura de la Pau de Westfàlia, malgrat que aquesta reconeixia la independència dels Països Baixos. Va començar aleshores negociacions secretes amb França per tractar d'estendre el seu poder sota un Estat centralitzat. A més a més, va iniciar accions per donar suport la nova instauració del seu cunyat Carles II al tron anglès.
L'any 1650 es va produir un greu enfrontament entre Guillem II i la província d'Holanda, dirigida pels regents d'Amsterdam Andries Bicker i Cornelis de Graeff. Aquests últims sol·licitaven la reducció de l'exèrcit, d'acord amb la Pau de Münster, a la qual cosa Guillem es negava, ja que era una de les bases del seu poder. Finalment, Guillem va empresonar a diversos membres de l'Assemblea Provincial d'Holanda -entre ells a Johan de Witt- al Castell de Loevestein i va enviar tropes a prendre Amsterdam, encara que la campanya va fracassar a causa del mal temps. Va concloure amb Mazzarino (1650) una aliança contra Espanya i Anglaterra, frustrada per la seva sobtada mort per verola. El seu únic fill Guillem va néixer una setmana després de la seva mort. El va succeir el 1672 com a Stadtholder i més tard, el 1689, també es va convertir en rei d'Anglaterra.